# 謝諾羅克 (紐約州)
謝諾羅克（英語：Shenorock）是位於美國紐約州西徹斯特縣的普查規定居民點。

## 人口
根據2020年美國人口普查的數據，謝諾羅克的面積為1.89平方千米，當中陸地面積為1.81平方千米，而水域面積為0.08平方千米。當地共有人口1903人，而人口密度為每平方千米1,006.88人。